# 勒内·阿梅尔
勒内·阿梅尔（法語：René Hamel，1902年10月14日—1992年11月7日），法国男子自行车运动员。他曾代表法国参加1924年夏季奥林匹克运动会自行车比赛，获得一枚金牌和一枚铜牌。